# Tomomi Inada

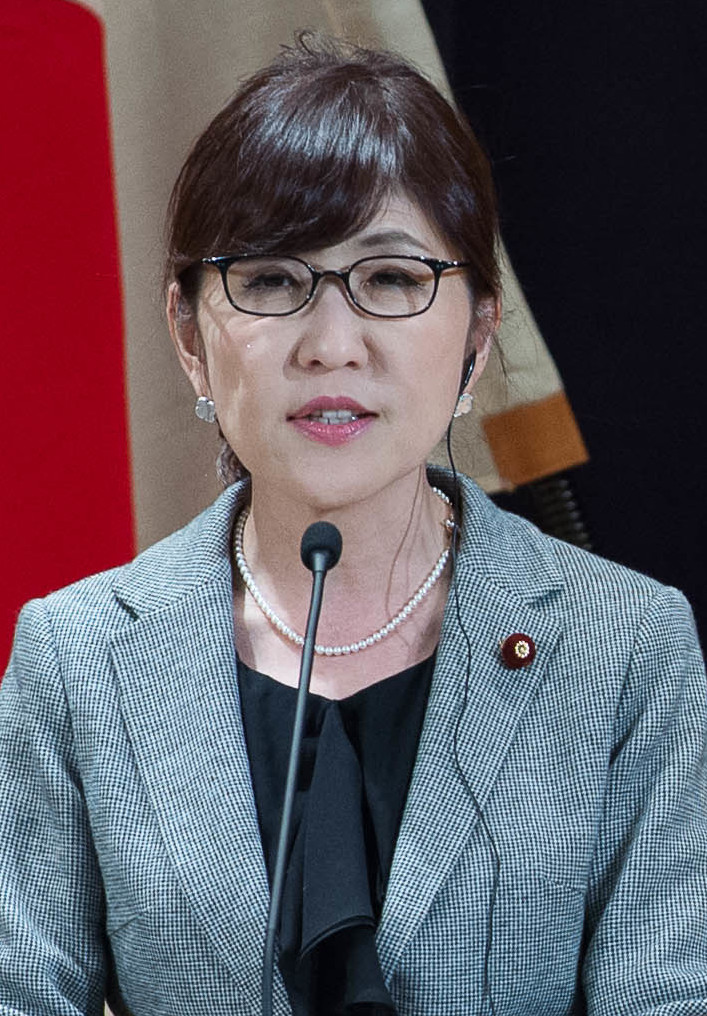
Tomomi Inada (2017)

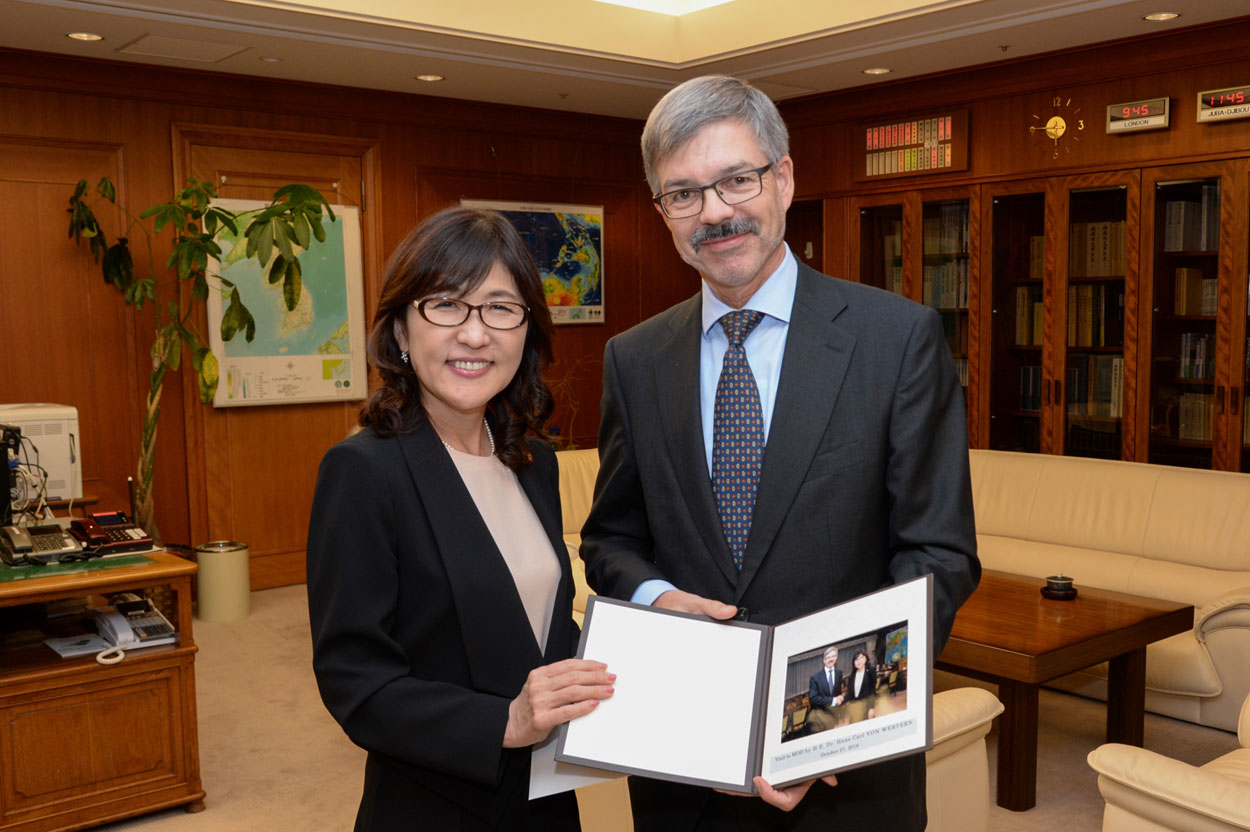
Tomomi Inada mit dem deutschen Botschafter in Japan, Hans Carl von Werthern (2016)

Tomomi Inada (jap. 稲田 朋美 Inada Tomomi; * 20. Februar 1959 in Imadate, heute: Echizen, Präfektur Fukui) ist eine japanische Politikerin, Abgeordnete im Shūgiin, dem Unterhaus des japanischen Nationalparlaments, für den 1. Wahlkreis Fukui. Vom 3. August 2016 bis zu ihrem Rücktritt am 28. Juli 2017 war sie im zum zweiten Mal umgebildeten Kabinett Shinzō Abe III Verteidigungsministerin.
In der Liberaldemokratischen Partei Japans gehört sie der Abe-Faktion an.

## Leben
Inada, Absolventin der juristischen Fakultät der Waseda-Universität, wurde 1985 bei der Anwaltskammer Ōsaka (später: Anwaltskammer Fukui) registriert. In die Politik wechselte sie bei der Shūgiin-Wahl 2005, der „Postprivatisierungswahl“, als sie für die LDP unter Jun’ichirō Koizumi als „Attentäter“-Kandidatin gegen den LDP-Rebellen Isao Matsumiya im Wahlkreis Fukui 1 antrat. Unter drei kompetitiven Kandidaten – Inada, Matsuyama und Ryūzō Sasaki für die Demokratische Partei – setzte sie sich mit knappem Vorsprung mit 33,4 % und weniger als 500 Stimmen Vorsprung auf Sasaki durch. Bis einschließlich 2024 konnte sie den Sitz danach sechsmal in Folge verteidigen.
2009 wurde Inada Vorsitzende des LDP-Präfekturverbandes Fukui, 2010 Vizegeneralsekretärin der zentralen Parteiorganisation. Sie übernahm 2012 den Vorsitz im Justizunterausschuss des PARC. In der Oppositionszeit der LDP gehörte sie 2010 und 2012 den Schattenkabinetten von Sadakazu Tanigaki und Shinzō Abe an, jeweils für das Justizministerium: 2010 als Vizeministerin, 2012 als Ministerin. Im Dezember 2012 berief sie der Parteivorsitzende Shinzō Abe bei Regierungsübernahme als Ministerin für Regulierungsreform in sein zweites Kabinett und übertrug ihr die Zuständigkeiten für Verwaltungsreform, Beamtenreform, die Cool-Japan-Strategie und die Regierungsinitiative Sai-Challenge. Bei der Kabinettsumbildung im September 2014 löste sie Sanae Takaichi (ohne Faktion, ehemals Machimura-Faktion), die ins Kabinett wechselte, als PARC-Vorsitzende ab.
Von der Kabinettsumbildung vom 3. August 2016 bis zu ihrem Rücktritt am 28. Juli 2017 war sie Verteidigungsministerin. In diesem Amt erregte sie Aufsehen, als sie am 27. Dezember 2016 zusammen mit Premierminister Shinzō Abe das USS Arizona Memorial in Pearl Harbor besichtigte und der Opfer des japanischen Angriffs von 1941 gedachte, jedoch nach ihrer Rückkehr nach Japan am 29. Dezember den Yasukuni-Schrein besuchte und somit u. a. japanische Kriegsverbrecher des Zweiten Weltkriegs verehrte. Am 28. Juni 2017 verursachte Inada einen weiteren Eklat, indem sie in einer Wahlkampfrede für die Präfekturparlamentswahl in Tokio 2017 „im Namen des Verteidigungsministeriums, der Selbstverteidigungsstreitkräfte, der Liberaldemokratischen Partei und als Verteidigungsministerin“ um Unterstützung für einen LDP-Kandidaten bat. Da die Streitkräfte gesetzlich zu politischer Neutralität verpflichtet sind, forderten die Oppositionsparteien daraufhin den Rücktritt Inadas, was diese jedoch zurückwies.
Am 28. Juli 2017 trat Inada schließlich über eine Vertuschung von Unterlagen zu einer UN-Friedensmission im Südsudan mit den Selbstverteidigungsstreitkräften als Verteidigungsministerin zurück. Eine Veröffentlichung der Dokumente hätte für die Soldaten gefährliche Einsätze offenbart und folglich eine geplante Ausweitung der Mission erschwert.
Von 2022 bis 2023 war Inada Vorsitzende des Shūgiin-Sonderausschusses für Verbraucher.